# Pierre Gonnord
Pierre Gonnord (* 1963 in Cholet, Frankreich; † 21. April 2024) war ein französischer Fotograf, der ab 1988 in Madrid lebte.

## Leben
Gonnord war Autodidakt. Seine Werke wurden ausgestellt im Centro Cultural Conde Duque (Madrid, Spanien); der Universität Salamanca; der Maison Européenne de la Photographie in Paris; bei den Rencontres d’Arles; im Museo de Bellas Artes de Sevilla; im FRAC Auvergne-Ecuries de Chazerat, Clermont-Ferrand; bei den Foto-Festivals von Bologna, Helsinki und Oslo; in Portugal und den USA.
Seine Werke finden sich auch in der Sammlung des Museo Reina Sofía in Madrid.

## Preise und Auszeichnungen
- Premio de la Cultura de la Comunidad de Madrid (2007)
- Premio Internacional de Fotografía de Alcobendas (2014)[4]